# 广州市第十中学
广州市第十中学位于广州市越秀区廣州起義路维新横街素波巷10号，前身是1906年创立的兴华小学和1913年创立的继昌学堂。

## 校史

### 私立兴华中学
1906年，由中国人自办的基督教教会兴华自立浸信会教友们创立兴华小学，當時的校址暂无法考证。
1916年，因经费不足而停办，至翌年再复办。
1919年，又因经费不足停办。
1921年，因东山培正中学（後改名私立培正中学）入学人数过多，而且培正校长和董事大多数都是兴华浸信会教友，所以就开办一所分校，称“私立东山培正分校”，校址在三府前福建会馆（今海珠南路三府前街一带）。
1922年，兴华中学迁校于木排头（今泰康路木排头街一带）。校董叶芳圃等人购入位于素波巷当时前清盐务缉私领部衙门旧署（今天十中校址）
1923年秋，迁入素波巷新校舍。
1929年，“私立东山培正分校”改名为“私立兴华培正分校”。
1931年，兴华向國民政府广东省教育厅呈交立案，教育厅以该校与培正中学有别不能称“分校”，所以改名为“私立兴华初级中学”。
1932年，开办高中后，再改名为“私立兴华中学”。
1937年，中国抗日战争开始，兴华中学迁至广东开平市赤坎镇。
1938年，开平赤坎沦陷后迁校于香港九龙青山道以及深水埗。
1940年，汪兆銘偽國民政府成立，翌年偽廣東省教育廳在舊興華中學校址成立“廣東省省立第二中學”，校長是李國樑。日本投降後，省立二中解散，校址歸還予興華中學。
1941年，太平洋战争爆发，香港沦陷，兴华中学被迫停办。
1945年，抗战胜利后兴华中学在广州素波巷原址复办，翌年再由曾经是培正中学创办元老杨元勋任校长。
1949年10月中共建政，由校董夏楚章（曾任培正同学会会长）担任校长一职。

### 私立繼昌中學
1913年，由番禺县美洲华侨团体（继善堂、昌后堂），在水母湾（今十中的继昌楼、求真楼）开办“继昌学堂”，首任校长是陈钜同。
1918年，改名为“继昌中学”，设有高、初中班、师资班、中医班。
1938年，广州沦陷停办。
1946年春，美洲、香港、广州继善堂、昌后堂理事联席会议，选出曾达观、苏择三、陈仲衡、陈湛銮、黎吉逵、黎本樸、黄迪、钟道炯等重组继昌中学董事会。苏择三为主席，负责重建校舍复校事宜。由继善堂、昌后堂两团体拨款在原址重建校舍。
1947年春，复校上课，共有高初中六个班。
1949年10月中华人民共和国建政后，中国人民解放军广州市军事管制委员会接管广州，市文教局接管学校。
1949年11月，整顿学校后，陈湛銮因出身成份问题文教局不同意他再任校长，校董会遵照市文教局批示改聘莫激奋为校长，谭瑞廉为副校长。

### 广州市第十中学
1953年10月，私立兴华中学被當局接管后与私立继昌中学合并，改为“广州市第十中学”，使用原兴华中学校址。学校成为中共建政后首批由私立中学改制为公立中学的学校。
2003年，广州市第四十六中学并入广州市第十中学，原四十六中学校园为南校区。
2011年，停止高中部招生。两年后所有高中生毕业，十中高中部撤销，成为初级中学。
2024年4月，十中成为广州市第三中学教育集团的成员学校。

## 校园

### 主校区
十中目前唯一的校区位于维新横路素波巷30号，为原兴华中学的校址。2010年，原泰康路小学泰康校区用地划拨予十中。学校现时占地面积约6,500平方米。
广东省立宣讲员养成所遗址“小红楼”位于校园内。1921年，陈独秀在小红楼创立了广东省立宣讲员养成所，其创建的广州共产主义小组便在该处活动，为中共在广东的早期组织培养干部的教育机关。1923年，养成所停办；后该楼被拆毁，1928年在该处改建兴华学校。2021年4月，养成所遗址被列入第九批广州市文物保护单位名单。

### 南校区
十中曾拥有位于越秀区回龙路4-2号的南校区，其前身为四十六中校园。2013年十中最后一届高中生毕业后，学校成为初级中学，所有学生统一在主校区上课。
2013-14学年，南校区曾用作广州市越秀区三中明德实验学校（后更名广州市越秀区名德实验学校）办学初期的教学场地。自2018学年起，广州培道实验学校（后更名广州海印实验学校）使用该校园办学。